# Вулиця Леваневського (Севастополь)
Вулиця Леваневського — вулиця в Нахімовському районі Севастополя, на Північній стороні, між площею Генерала Захарова і вулицею Ціолковського. До вулиці прилучаються вулиці Чернишевського, Народних Ополченців, Каманіна, Романова, Сєдова.

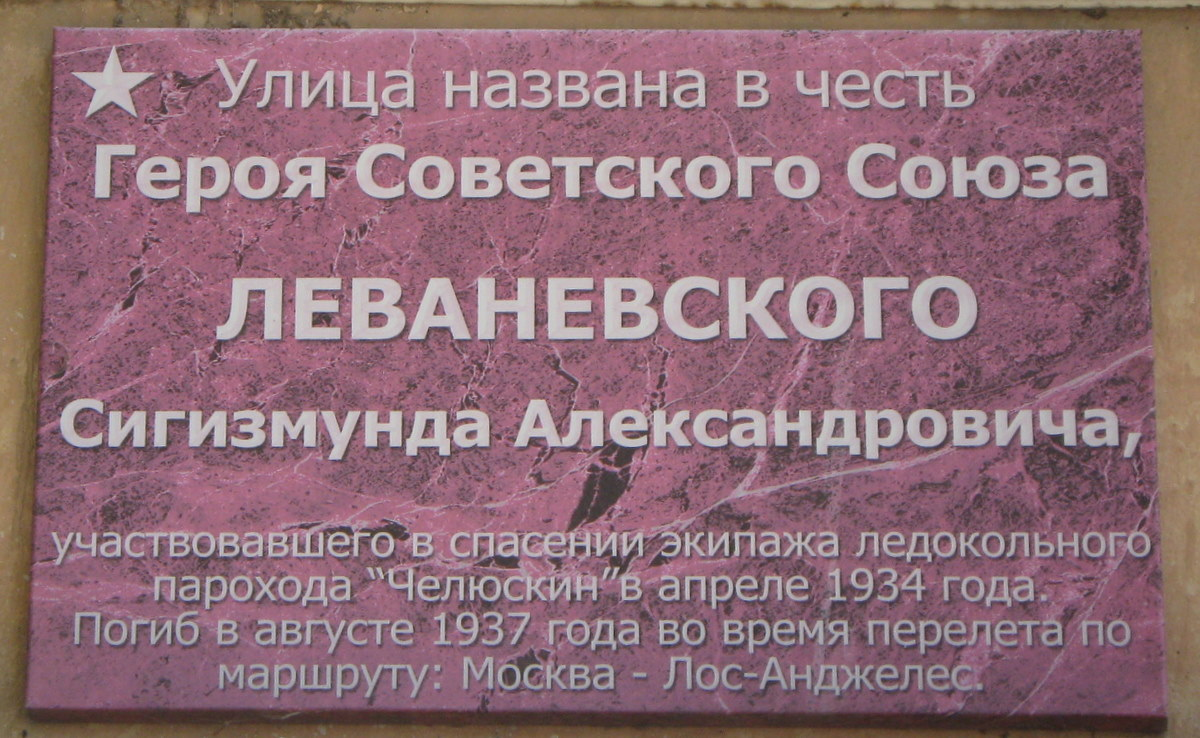
анотаційна дошка

Раніше називалась Перевозною вулицею, а 4 листопада 1934 була перейменована на вулицю Леваневського на честь радянського льотчика Сигізмунда Леваневського.
На будинку № 16 встановлена анотаційна дошка.